# Emilia Prieto
Emilia Prieto Tugores (1902-1986) fue una pintora, militante política, folclorista y maestra costarricense. Se le identifica también como periodista alternativa, escritora y artista desafiante. 

## Biografía
Emilia Prieto Tugores nació en San José (Barrio Amón) en el año 1902, pero vivió su infancia en la ciudad de Heredia, con frecuentes visitas a la finca Guararí. Falleció en 1986 dejando un gran legado en la historia y cultura costarricense. Fue una figura femenina fuerte, contestataria, una referente de la época. Se desenvolvió como pintora, grabadora, educadora, activista política, cantautora e investigadora de las tradiciones del Valle Central y de la cultura popular costarricense.
Realizó su secundaria en el Colegio Superior de Señoritas, donde obtuvo su título de maestra en 1921.  En 1922 recibe clases de pintura en la Escuela Nacional de Bellas Artes. Luego se dedicó a la docencia como profesora de dibujo y pintura en varias escuelas del país y en la Universidad Obrera. Además, fue directora de la Escuela Ramiro Aguilar.
En 1936 junto a grandes personalidades de la vida cultural y política funda la Liga Antifascista, organización dedicada a luchar contra el fascismo que, con gran fuerza, se extendía por el mundo. Participó activamente en las luchas sociales del país.
En 1943, con el auspicio de la Central de Trabajadores, contribuyó a fundar, junto con otros educadores y educadoras, artistas e intelectuales, la Universidad Obrera.
Como parte de la represión que se desató luego de la guerra civil de Costa Rica de 1948, fue perseguida y despedida de su puesto como directora de la escuela Ramiro Aguilar, luego fue encarcelada al ser acusada de sedición por el Tribunal de Sanciones Inmediatas.
Su vida artística y su vida política se conjugaron, ejemplo de esto es su trabajo desde la gráfica, medio que tradicionalmente se ha visto más vinculado con los movimientos sociales y que se encargó de construir una estética política en Latinoamérica. Su prioridad no era ser complaciente sino mostrar su pensamiento en su obra.

## Obra
Hablar de la obra de Emilia Prieto no es fácil, porque es de esas personas que son en sí mismas una obra de arte. Una pensadora completa y aguda que además se interesa por múltiples aspectos de la sociedad en la que vive: la cultura popular, la música, la cultura visual, la política, la literatura, la tradición oral. Una mujer que se piensa dentro de su contexto y que, materializa, a través de cientos de libretas, todo un pensamiento en red y en complejidad que revela un proceso de años y años de acumulaciones, develando una metodología muy personal.

## Obra plástica
Como artista se dedicó con gran destreza al grabado en madera, produciendo obras con gran sentido crítico y polémico, tanto así que tuvieron que esperar algunos años para ser valoradas. Fue una de las primeras mujeres que ejerció el humor gráfico en Costa Rica. Recurrió a la caricatura en grabado, algo nunca antes visto a inicios del siglo XX.
Perteneció a la generación de 1930, que junto a Joaquín García Monge, Carmen Lyra, Luisa González y otros, tuvo una nueva actitud hacia la realidad, una nueva concepción del mundo y un nuevo discurso literario. "Como sucede con muchas figuras visionarias, la dimensión de su aporte artístico sobrepasa la posibilidad de compresión en su momento de producción: [... El pecado de Emilia Prieto es pintar conforme a su sentir: no lo hace para complacer sino para dignificar sus propias ideas...]. "
"Su lenguaje integra una particular síntesis formal, una inteligente y refinada actitud crítica, cargada de humor y de ironía, resignificando los lugares comunes culturales, ahí mismo, donde otros colaboran con edificar el imaginario sobre la identidad, a través de la visión complacida de la historia." Como pintora, produjo obras de gran sentido crítico y polémico, de sus cuadros se pueden señalar, entre otros, "Arte por el Arte", "Maestro y Pupitre", "El Badulaque" y "Empleado Público; muchos de los cuales fueron abandonados o regalados, la mayor parte de su obra se puede rastrear gracias a su producción editorial.
Fue desde el Repertorio Americano que difundió su obra gráfica, lo que le permitió escapar de espacios tradicionales.  Trabajos como: "Parábola del privilegio", "Casa hipotecada", "Mujer-cuerpo" y "Explotación de la mujer por el hombre" salieron publicados ahí. El corpus gráfico que construyó desde el Repertorio permite entender la visión radical y anticipada que tenía de la sociedad, donde toca todas las temáticas sociales que le parecían fundamentales: el militarismo, el machismo, la sexualidad, la religión, la moral, la mojigatería, etc. Quizás es por tanta claridad que su obra estuvo silenciada en su época y durante posteriores generaciones y su trabajo ni siquiera se consideró dentro de la plástica costarricense. "Pero vista desde el siglo 21, la obra de Prieto sorprende por la coherencia entre la carga ideológica y el recurso formal en cada tema". Otro aporte de Prieto es la vinculación de lo visual y el lenguaje, propio de la caricatura y la gráfica política, pero llevado al nivel de obra. Un fuerte antimilitarismo atraviesa todo su trabajo, y sus representaciones son usualmente calaveras o figuras cadavéricas, con tonos irónicos o burlescos dados por los títulos; la manipulación de la figura de Dios; la sexualización del cuerpo femenino; la ignorancia cultural, la hipocresía y la autocomplacencia son temas que aborda utilizando recursos como el claroscuro, la simplificación de planos, nudos y líneas sutiles.
El análisis de sus grabados en conjunto deja claro que ella no solo fue una precursora en la Historia del Arte local, sino que podría considerarse una pionera de las prácticas políticas en el arte contemporáneo de Costa Rica y muy posiblemente de la región centroamericana.

## Figura feminista y política de la época
Participó muy activamente en las luchas que llevaron a la aprobación de la legislación social en la década de los cuarenta. Estuvo ligada al Partido Comunista (posterior Partido Vanguardia Popular) y a su órgano de difusión escrita Trabajo. “Por su actividad política beligerante, fue perseguida y encarcelada durante los hechos de 1948, junto con Carmen Lyra, Luisa González y Manuel Mora” (Flores Gonzáles 2016, xii). Después de estos hechos participó en la fundación del Comité Nacional de Partidarios de la Paz, del cual fue presidenta y como delegada de la Unión de Mujeres Costarricenses Carmen Lyra, en la Conferencia de la Paz de los Países de la Cuenca del Pacífico, efectuada en Pekín. Además, fue cofundadora de la Alianza de Mujeres Costarricenses (AMC) en 1952, organización dedicada a luchar por los derechos de las mujeres, las niñas y los niños (INAMU s.f). Desde este espacio apela al papel de las madres e intenta plantear el empoderamiento político de las mujeres para la transformación social.También fue colaboradora en los medios de comunicación escrita de la Alianza de Mujeres Costarricenses Nosotras y Nuestra Voz.

## Folclorista costarricense
Ella grabó un álbum de música folclórica costarricense, para el sello disquero CBS Indica, con el título "Música Patria y Folklórica".
"Siempre que han querido secarme cortándome las ramas, solo me han podado y ma han salido renuevos".

## Premios y reconocimientos
En 1992 se le otorgó, como reconocimiento póstumo, el Premio Nacional de Cultura Popular Tradicional, por su labor en el rescate de la cultura popular costarricense.